# Рауль де Удан
Рауль де Удан (фр. Raoul de Houdenc, старофранц. Raol de Houdan) (ок. 1170 — ок. 1230) — французский трувер, один из наиболее старательных подражателей Кретьена де Труа.

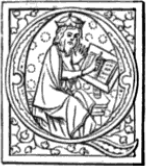
Михайлов

Его родину обычно отождествляют с селением Уден в Артуа.
До нас дошли из произведений Рауля: аллегорические поэмы «Сон о преисподней» (скорее ироническая, чем морализаторская), «Роман о крыльях». Но наибольшей известностью пользовались два его артуровских романа, созданных в первой четверти XIII в. — «Отмщение за Рагиделя» и «Мерожис де Портлегез».